# 70 Tauri
70 Tauri är en roterande variabel av BY Dra-typ (BY:) i Oxens stjärnbild.
70 Tau har visuell magnitud +5,46 och varierar med 0,02 magnituder utan någon fastställd periodicitet.